# Municipio de Fraile Muerto
El municipio de Fraile Muerto es uno de los municipios del departamento de Cerro Largo, Uruguay. Tiene su sede en la ciudad homónima.

## Ubicación
El municipio se encuentra localizado en la zona centro-oeste del departamento de Cerro Largo.

## Características
El municipio de Fraile Muerto fue creado por Ley Nº 18653 del 15 de marzo de 2010, y forma parte del departamento de Cerro Largo. Comprende el distrito electoral GFB de ese departamento. Sus límites quedaron determinados a través del Decreto Nº 01/10 de la Junta Departamental de Cerro Largo.
Forman parte del municipio las siguientes localidades:
- Fraile Muerto
- Toledo

## Territorio
Su jurisdicción se extiende por el este: desde la desembocadura de la laguna del Negro; por el sur: el camino que une Tres Islas con el Paso de la Arena del arroyo Fraile Muerto, continúa hasta la Cuchilla Grande a la altura de la Azotea del Padre Alonso; por el oeste: el camino que conduce desde el Paso de Faustino Viera del arroyo Quebracho a Tres Islas; y desde allí hacia la laguna del Negro por el norte.

## Autoridades
La autoridad del municipio es el Concejo Municipal, compuesto por el Alcalde y cuatro Concejales.
| Nº | Alcalde                      | Partido             | Inicio del mandato      | Fin del mandato         | Observaciones       | Concejales                                                                        |
| -- | ---------------------------- | ------------------- | ----------------------- | ----------------------- | ------------------- | --------------------------------------------------------------------------------- |
| 1  | Graciela Echenique           | Partido Nacional PN | 9 de julio de 2010      | julio de 2015           | Alcaldesa elegida   |                                                                                   |
| 2  | Graciela Echenique           | Partido Nacional PN | julio de 2015           | 26 de noviembre de 2020 | Alcaldesa reelegida | Jorge Mujica (PN) Marcos Hernández (PN) Diego Muniz (FA) Néstor Villalba (FA)     |
| 3  | Pablo Gaston Nauar Echenique | Partido Nacional PN | 27 de noviembre de 2020 | 2025                    | Alcalde elegido     | Marisa dos Santos (PN) Diana Olivera (PN) Julio Rivero (PN) Marcos Hernández (PN) |